# Phyllonorycter pterocaryae
Phyllonorycter pterocaryae là một loài bướm đêm thuộc họ Gracillariidae. Nó được tìm thấy ở Nhật Bản (Hokkaidō) và vùng Viễn Đông Nga.
Sải cánh dài 5–6 mm.
Ấu trùng ăn Juglans ailanthifolia, Juglans mandschurica, Juglans regia và Pterocarya rhoifolia. Chúng ăn lá nơi chúng làm tổ.